# Ámeda-Jesus
Ámeda-Jesus (em amárico: ዓምደ ኢየሱስ , transc.: ‘amide īyesusi , "a Coluna de Jesus") foi Imperador da Etiópia (nəgusä nägäst, em 1433) e membro da dinastia salomónica. Foi o segundo filho de Tacla-Mariam. Seu nome de trono era Badel Nañ 

## Reinado
Segundo E. A. Wallis Budge, Ámeda-Jesus reinou oito meses e morreu em junho de 1434, sem deixar filhos. As crônicas não fornecem informações sobre seus atos.  Segundo James Bruce, algumas das listas de governantes etíopes omitem seu nome. 
Durante o governo anterior de seu irmão Sarué-Jesus, ocorreu um confronto com o Sultanato de Adal. Em 1433 Jameladim Sadadim governante de Adal é assassinado e o irmão deste, Amadadim "Badlai" Sadadim continua o confronto que só irá terminar em seu reinado.
O sufixo Nan foi usada como o nome real por alguns sucessores do rei Davi I (1380-1412). Tacla-Mariam que reinou por quatro anos, recebeu o nome do trono Hezb Nan, seu primeiro filho e sucessor foi Sarué-Jesus cujo nome de trono era Meherka Nan. Ámeda-Jesus, o segundo filho de Herb Nan, recebeu o nome de trono de Badel Nan. 